# Lista tomów serii Tokyo Revengers
Ten artykuł zawiera listę tomów serii Tokyo Revengers autorstwa Kena Wakuia, ukazywanej w magazynie „Shūkan Shōnen Magazine” wydawnictwa Kōdansha od 1 marca 2017 do 16 listopada 2022. Razem opublikowano 278 rozdziałów, które później zostały skompilowane do 31 tankōbonów, wydawanych od 17 maja 2017 do 17 stycznia 2023.
W Polsce prawa do dystrybucji mangi nabyło wydawnictwo Waneko, pierwszy tom ukazał się zaś 12 sierpnia 2021.
28 października 2021 zapowiedziano spin-off autorstwa Shinpeia Funatsu, będący parodią serii. Manga zatytułowana Tōdai Revengers ukazywała się w witrynie „Magazine Pocket” wydawnictwa Kōdansha od 3 listopada 2021 do 29 marca 2023. Została zebrana w 6 tankōbonach, wydanych między 17 lutego 2022 a 17 maja 2023.
20 czerwca 2022 został zapowiedziany spin-off autorstwa Yukinoriego Kawaguchiego zatytułowany Tokyo Revengers – List od Keisuke Bajiego. Seria ukazuje się w witrynie w „Magazine Pocket” wydawnictwa Kōdansha od 27 lipca 2022. Pierwszy tankōbon został wydany 17 listopada 2022, natomiast według stanu na 17 października 2023, do tej pory ukazały się 4 tomy. Premiera w Polsce odbyła się 6 maja 2024.

## Główna seria
| Nr | Język japoński       | Język japoński         | Język polski         | Język polski           |
| Nr | Data wydania         | ISBN                   | Data wydania         | ISBN                   |
| --- | -------------------- | ---------------------- | -------------------- | ---------------------- |
| 1 | 17 maja 2017         | ISBN 978-4-06-395938-3 | 12 sierpnia 2021     | ISBN 978-83-8242-080-7 |
| Lista rozdziałów - 001. Reborn - 002. Resist - 003. Resolve - 004. Relieve - 005. Revolve |                      |                        |                      |                        |
| 2 | 14 lipca 2017        | ISBN 978-4-06-510033-2 | 10 października 2021 | ISBN 978-83-8242-081-4 |
| Lista rozdziałów - 006. Return - 007. Rejoin - 008. Reseparate - 009. Releap - 010. Reply - 011. Reburn - 012. Remind - 013. Regret - 014. Resort |                      |                        |                      |                        |
| 3 | 15 września 2017     | ISBN 978-4-06-510188-9 | 10 grudnia 2021      | ISBN 978-83-8242-082-1 |
| Lista rozdziałów - 015. Revive - 016. Reignition - 017. Redivide - 018. Rechange - 019. Restart - 020. Reinspire - 021. Revolt - 022. Reconflict - 023. Reseek |                      |                        |                      |                        |
| 4 | 17 listopada 2017    | ISBN 978-4-06-510394-4 | 11 lutego 2022       | ISBN 978-83-8242-083-8 |
| Lista rozdziałów - 024. Revoke - 025. Rerise - 026. Realize - 027. Regain - 028. Reel - 029. Respect - 030. Recept - 031. Recognize - 032. Rebuild - 033. Revenge |                      |                        |                      |                        |
| 5 | 16 lutego 2018       | ISBN 978-4-06-510969-4 | 12 kwietnia 2022     | ISBN 978-83-8242-084-5 |
| Lista rozdziałów - 034. Darkest hour - 035. Odds and ends - 036. Anyone’s guess - 037. Enter the stage - 038. Break up - 039. My buddy - 040. No pain, no gain - 041. Double cross - 042. Once upon a time                                                                 |                      |                        |                      |                        |
| 6 | 17 kwietnia 2018     | ISBN 978-4-06-511206-9 | 9 czerwca 2022       | ISBN 978-83-8242-085-2 |
| Lista rozdziałów - 043. In those days - 044. Screw up - 045. Take out on - 046. Made up my mind - 047. Level with - 048. No way - 049. Grow apart - 050. Before dawn - 051. Open fire                                                                                      |                      |                        |                      |                        |
| 7 | 15 czerwca 2018      | ISBN 978-4-06-511620-3 | 10 sierpnia 2022     | ISBN 978-83-8242-086-9 |
| Lista rozdziałów - 052. Never fear, I’m here - 053. Turn around - 054. Below the belt - 055. No match for - 056. The one - 057. Look up for - 058. Dead or alive - 059. Get mad - 060. One and only                                                                        |                      |                        |                      |                        |
| 8 | 14 września 2018     | ISBN 978-4-06-512238-9 | 12 października 2022 | ISBN 978-83-8242-087-6 |
| Lista rozdziałów - 061. In tears - 062. Last wishes - 063. One for all - 064. End of war - 065. My fam - 066. Have an affair - 067. Man-crush - 068. Sunday best - 069. Big moment - 070. Tide turns                                                                       |                      |                        |                      |                        |
| 9 | 16 listopada 2018    | ISBN 978-4-06-513248-7 | 12 grudnia 2022      | ISBN 978-83-8242-088-3 |
| Lista rozdziałów - 071. Same old same old - 072. An old tale - 073. A crybaby - 074. Get back - 075. Let one down - 076. It is what it is - 077. Gotta go - 078. Hey, pal - 079. Fuck off                                                                                  |                      |                        |                      |                        |
| 10 | 17 stycznia 2019     | ISBN 978-4-06-513874-8 | 9 lutego 2023        | ISBN 978-83-8242-089-0 |
| Lista rozdziałów - 080. Thicker than water - 081. Stand alone - 082. Own up - 083. Big brother - 084. Run errands - 085. Family bonds - 086. Be serious about - 087. Strange bedfellows - 088. Just gotta do                                                               |                      |                        |                      |                        |
| 11 | 15 marca 2019        | ISBN 978-4-06-514445-9 | 12 kwietnia 2023     | ISBN 978-83-8242-090-6 |
| Lista rozdziałów - 089. How you met - 090. Christmas Eve - 091. Miss you - 092. Whip up morale - 093. Keep one’s vow - 094. Scaredy-cat - 095. The ordeal from God - 096. Always here for you - 097. Sibling rivalry                                                       |                      |                        |                      |                        |
| 12 | 17 czerwca 2019      | ISBN 978-4-06-515086-3 | 12 czerwca 2023      | ISBN 978-83-8242-091-3 |
| Lista rozdziałów - 098. Strive together - 099. A verbal shot - 100. Hundreds of times - 101. Keep mum - 102. Salute someone - 103. Mother figure - 104. Christmas Night - 105. No one can match - 106. Dawning of a new era - 107. Tight-knit                              |                      |                        |                      |                        |
| 13 | 16 sierpnia 2019     | ISBN 978-4-06-515697-1 | 11 sierpnia 2023     | ISBN 978-83-8242-092-0 |
| Lista rozdziałów - 108. The light of my life - 109. Not apt to give any way - 110. Best wisnes - 111. Season opener - 112. You’re fired - 113. You have my word - 114. On my way home - 115. Turn over a new leaf - 116. Far from home                                     |                      |                        |                      |                        |
| 14 | 17 października 2019 | ISBN 978-4-06-517159-2 | 12 października 2023 | ISBN 978-83-8242-093-7 |
| Lista rozdziałów - 117. Last order - 118. Life comes and goes - 119. Too late to be sorry - 120. Can take it - 121. Last but not least - 122. Twin to dragon - 123. You’re not my type - 124. When it rains, it pours - 125. Brother in arms                               |                      |                        |                      |                        |
| 15 | 17 grudnia 2019      | ISBN 978-4-06-517549-1 | 13 grudnia 2023      | ISBN 978-83-8242-094-4 |
| Lista rozdziałów - 126. Two peas in a pod - 127. Be fuzzy - 128. Gang of four - 129. The longest day - 130. Pep party - 131. Rest in peace - 132. The big baddy - 133. Sell out - 134. Mortal enemy                                                                        |                      |                        |                      |                        |
| 16 | 17 marca 2020        | ISBN 978-4-06-518167-6 | 12 lutego 2024       | ISBN 978-83-8242-653-3 |
| Lista rozdziałów - 135. Even I can - 136. My lot in life - 137. Run out of patience - 138. Stick together - 139. Make an exception - 140. Back stab - 141. Lay out a plan - 142. Family tree - 143. Come back to life                                                      |                      |                        |                      |                        |
| 17 | 15 maja 2020         | ISBN 978-4-06-518851-4 | 11 kwietnia 2024     | ISBN 978-83-8242-654-0 |
| Lista rozdziałów - 144. Big hearted - 145. Go-to guy - 146. A bad hunch - 147. The root of all evil - 148. Don’t freak out - 149. Arch villan - 150. Damn it - 151. Just do it - 152. Rise against                                                                         |                      |                        |                      |                        |
| 18 | 15 lipca 2020        | ISBN 978-4-06-520106-0 | 12 czerwca 2024      | ISBN 978-83-8242-655-7 |
| Lista rozdziałów - 153. Nocte king - 154. Be in the van - 155. Turn the tide - 156. A den of iniquity - 157. Money monger - 158. Untamed heart - 159. I know in my head - 160. Stand no chance - 161. The baby of the family                                               |                      |                        |                      |                        |
| 19 | 17 września 2020     | ISBN 978-4-06-520598-3 | 12 sierpnia 2024     | ISBN 978-83-8242-656-4 |
| Lista rozdziałów - 162. The blue ogre - 163. Awake my potential - 164. Head the list - 165. Things change, but not at all - 166. Brave heart - 167. Who wouldn’t - 168. Headliner - 169. The home front - 170. Homecoming                                                  |                      |                        |                      |                        |
| 20 | 17 grudnia 2020      | ISBN 978-4-06-521482-4 | 11 października 2024 | ISBN 978-83-8242-657-1 |
| Lista rozdziałów - 171. Showdown at the summit - 172. Lose your touch - 173. The one and only - 174. Nothing is left - 175. Admonitions are not sweet - 176. What was been left - 177. Déracinée - 178. Paradise lost - 179. End the standoff                              |                      |                        |                      |                        |
| 21 | 17 lutego 2021       | ISBN 978-4-06-522067-2 | 12 grudnia 2024      | ISBN 978-83-8242-658-8 |
| Lista rozdziałów - 180. Run after - 181. Take a vow - 182. A present to the mind - 183. Lay the plan - 184. Wind something Up - 185. Meet his fate - 186. It’s been real - 187. Way to go - 188. The lion of the day                                                       |                      |                        |                      |                        |
| 22 | 16 kwietnia 2021     | ISBN 978-4-06-522883-8 | 12 lutego 2025       | ISBN 978-83-8242-659-5 |
| Lista rozdziałów - 189. Break up - 190. Until next time - 191. Be the world to me - 192. Just be close at hand - 193. Feel great - 194. The keepsake - 195. Lingering scent - 196. Can say that again - 197. Be left behind the times                                      |                      |                        |                      |                        |
| 23 | 16 lipca 2021        | ISBN 978-4-06-524028-1 | 11 kwietnia 2025     | ISBN 978-83-8242-660-1 |
| Lista rozdziałów - 198. Lose myself in memory - 199. Sincerely yours - 200. Crack a smile - 201. What’s up - 202. Get away - 203. Don’t give a damn - 204. Give me a hand - 205. The picaresque - 206. Let you down                                                        |                      |                        |                      |                        |
| 24 | 17 września 2021     | ISBN 978-4-06-524839-3 | 12 czerwca 2025      | ISBN 978-83-8242-661-8 |
| Lista rozdziałów - 207. The final act - 208. Turbulent period - 209. Get a grip - 210. Face the music - 211. The law of the jungle - 212. Battle of the titans - 213. Living legends - 214. The engine fired - 215. After a storm comes calm                               |                      |                        |                      |                        |
| 25 | 17 grudnia 2021      | ISBN 978-4-06-526284-9 | 12 sierpnia 2025     |                        |
| Lista rozdziałów - 216. Shows her color - 217. Have never seen anything like it - 218. Queen it over - 219. A sense of foreboding - 220. Bull’s eye - 221. Ups and downs of his fate - 222. Give back - 223. Good old days - 224. Cutthroat                                |                      |                        |                      |                        |
| 26 | 17 lutego 2022       | ISBN 978-4-06-526893-3 | —                    |                        |
| Lista rozdziałów - 225. Free-for-all - 226. Dynamic duo - 227. Gangster - 228. Beat hell out of - 229. Go easy on - 230. Get stuck-up - 231. Blood-chilling - 232. It takes two to tango - 233. Better late than never                                                     |                      |                        |                      |                        |
| 27 | 15 kwietnia 2022     | ISBN 978-4-06-527526-9 | —                    |                        |
| Lista rozdziałów - 234. There is no mending - 235. Just be yourself - 236. Band of brothers - 237. Make allies - 238. Really into it - 239. Steel the show - 240. Go into retirement - 241. A forced smile - 242. Inherit the crown                                        |                      |                        |                      |                        |
| 28 | 17 czerwca 2022      | ISBN 978-4-06-528178-9 | —                    |                        |
| Lista rozdziałów - 243. Wide array of - 244. The showdown battle - 245. Grow up to - 246. Giant Killing - 247. Hey dude - 248. Long time no see - 249. Good chemistry - 250. Turn the table - 251. Get out of hand                                                         |                      |                        |                      |                        |
| 29 | 17 sierpnia 2022     | ISBN 978-4-06-528657-9 | —                    |                        |
| Lista rozdziałów - 252. Bring back - 253. The worst is come - 254. Train wreck - 255. Holy cow! - 256. Behind the scenes - 257. Tipping point - 258. Strange bedfellows - 259. Like a something demoniac - 260. Squaring off against                                       |                      |                        |                      |                        |
| 30 | 17 listopada 2022    | ISBN 978-4-06-529637-0 | —                    |                        |
| Lista rozdziałów - 261. Opposite sides of the same coin - 262. To rout and ravages - 263. Be strong - 264. Not only the force but also... - 265. Stand by me - 266. Make vision a reality - 267. To signal a counterattack - 268. Another such - 269. All things must pass |                      |                        |                      |                        |
| 31 | 17 stycznia 2023     | ISBN 978-4-06-530344-3 | —                    |                        |
| Lista rozdziałów - 270. Worth my while - 271. Empty wish - 272. Over again - 273. Carry on - 274. No holding back - 275. Cold hearted - 276. Get over - 277. At last - 278. Revengers                                                                                      |                      |                        |                      |                        |

## Spin-offy

### Tōdai Revengers
| Nr | Data wydania (język japoński) | ISBN (język japoński)  |
| -- | ----------------------------- | ---------------------- |
| 1  | 17 lutego 2022                | ISBN 978-4-06-526902-2 |
| 2  | 17 maja 2022                  | ISBN 978-4-06-527914-4 |
| 3  | 17 sierpnia 2022              | ISBN 978-4-06-528745-3 |
| 4  | 17 listopada 2022             | ISBN 978-4-06-529632-5 |
| 5  | 17 stycznia 2023              | ISBN 978-4-06-530345-0 |
| 6  | 17 maja 2023                  | ISBN 978-4-06-531256-8 |

### List od Keisuke Bajiego
| Nr | Język japoński       | Język japoński         | Język polski     | Język polski           |
| Nr | Data wydania         | ISBN                   | Data wydania     | ISBN                   |
| -- | -------------------- | ---------------------- | ---------------- | ---------------------- |
| 1  | 17 listopada 2022    | ISBN 978-4-06-529378-2 | 6 maja 2024      | ISBN 978-83-8242-778-3 |
| 2  | 17 stycznia 2023     | ISBN 978-4-06-530349-8 | 2 lipca 2024     | ISBN 978-83-8242-779-0 |
| 3  | 17 maja 2023         | ISBN 978-4-06-531256-8 | 2 września 2024  | ISBN 978-83-8242-780-6 |
| 4  | 17 października 2023 | ISBN 978-4-06-532870-5 | 5 listopada 2024 | ISBN 978-83-8242-781-3 |